# Nudità rituale

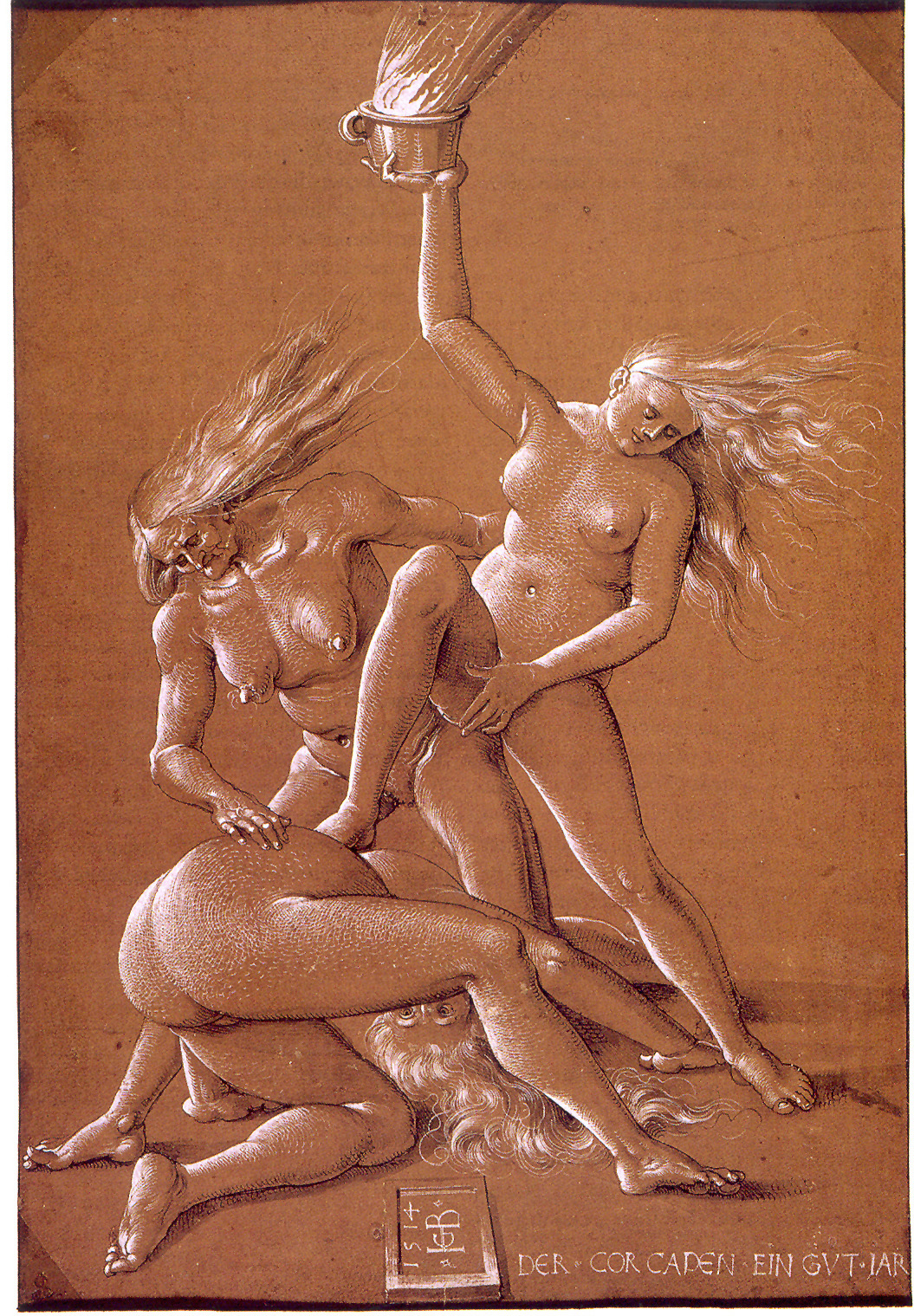
Rappresentazione di streghe nude (1514 circa), opera di Hans Baldung Grien

La nudità rituale, nota anche col nome inglese di skyclad ("vestirsi di cielo"), è una pratica propria della Wicca e di gruppi neopagani affini. Questo aspetto della pratica neopagana viene attribuita o a Gerald Gardner o alla lettura del libro Aradia, o il Vangelo delle Streghe.
Nel 1954 fu pubblicato il libro di Gardner Witchcraft Today, nel quale si sosteneva che una stregoneria pagana fosse sopravvissuta in segreto per secoli in Gran Bretagna e fosse giunta fino ai nostri tempi; nel libro erano inclusi anche riferimenti alla nudità rituale che si sosteneva essere parte integrante della pratica e da allora in poi rimase associata alla wicca gardneriana. Nell'Incarico della Dea, viene suggerito ai wiccani di praticare il rituale stando nudi. Gardner passò diversi anni in Oriente e potrebbe aver preso il concetto dai giainisti Digambara i cui monaci vivono nudi.
Le origini di questa istruzione sono rintracciabili nel libro di Charles Godfrey Leland Aradia, o il Vangelo delle Streghe. Il seguente discorso di Aradia appare alla fine del primo capitolo del libro:
(Leland, Aradia, capitolo I)
Leo Ruickbie fa notare che la rappresentazione tradizionale e artistica delle streghe non può essere trascurata come fonte per la nudità nel sistema gardneriano, citando artisti come Albrecht Dürer e Salvator Rosa.
Doreen Valiente, una delle sacerdotesse di Gardner, ricorda la sorpresa di quest'ultimo quando lei riconobbe passi di Aradia nella versione originale della Carica da lei ricevuta.. Valiente in seguito riscrisse la Carica conservando i passi tratti da Aradia e questa divenne poi la versione maggiormente diffusa.  
Se si accetta Aradia come fonte della nudità rituale neopagana, Robert Chartowich puntualizza che la traduzione di queste righe fatta da Pazzaglini nel 1998 è "Men and Women / You will all be naked, until / Yet he shall be dead, the last / Of your oppressors is dead". Chartowich ne deduce che la nudità rituale della Wicca si fonda su un errore di traduzione di Leland di queste righe incorporando la proposizione "in your rites".
Non tutte le congreghe wicca praticano la nudità rituale, così come essa non è esclusiva della wicca tradizionale, per esempio nella stregheria viene praticata solo per sei mesi l'anno, mentre durante gli altri sei mesi si usano delle vesti cerimoniali. Una diversa interpretazione della nudità rituale è quella di Starhawk che afferma in Spiral Dance che "la nudità stabilisce vicinanza e onestà tra i membri della congrega" ed "è un segno che la lealtà di una strega preferisce la verità a qualsiasi ideologia o illusione confortante"